# آزمایش حیاتی

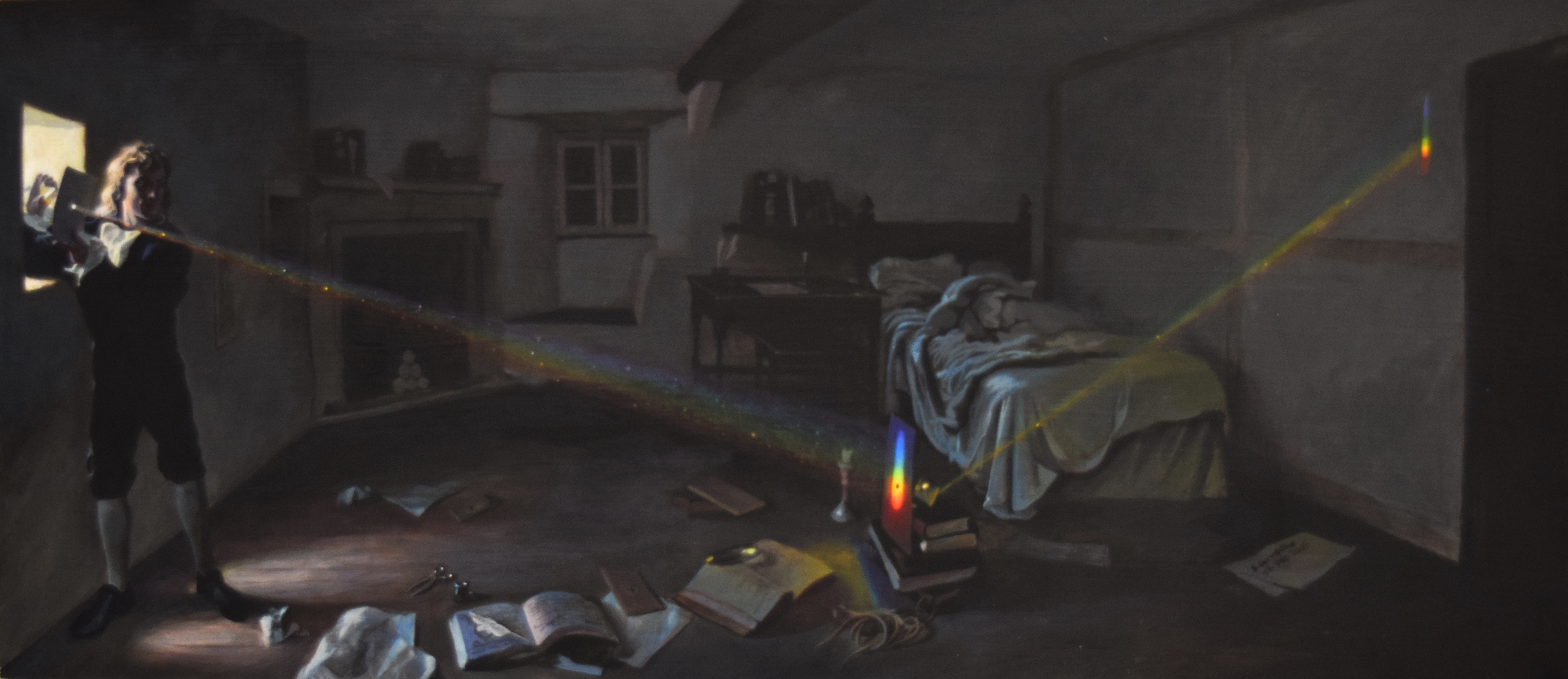
آیزاک نیوتن در حال آزمایش حیاتی منشور خود در اتاق خواب Woolsthorpe Manor. نقاشی اکریلیک توسط ساشا گروشه (۱۷ دسامبر ۲۰۱۵)

در علوم، آزمایش حیاتی (انگلیسی: crucial experiment یا critical experiment) آزمایشی است که می‌تواند با قاطعیت تعیین کند که آیا یک فرضیه یا نظریه خاص از همه فرضیه‌ها یا تئوری‌های دیگر، که پذیرششان در حال حاضر در جهان رایج است برتر است یا خیر. به‌طور خاص، چنین آزمایشی معمولاً باید بتواند نتیجه ای حاصل کند که در صورت صحت، تمام فرضیه‌ها یا نظریه‌های دیگر را رد کند، و در نتیجه نشان دهد که در شرایط آزمایش (یعنی در شرایط یکسان خارجی و برای «متغیرهای ورودی» یکسان درون آزمایش)، آن فرضیه‌ها و نظریه‌ها نادرستیشان ثابت شده‌است اما فرضیه آزمایشگر رد نمی‌شود.

## یادداشت
1. ↑  "Experimentum crucis". Wikipedia (به انگلیسی). 2019-08-15.